# Miklós Somogyi
Miklós Somogyi (nascido em 19 de agosto de 1962) é um ex-ciclista húngaro que competiu no ciclismo nos Jogos Olímpicos de Verão de 1988 e 1992, representando a Hungria.